# Altolamprologus compressiceps
Altolamprologus compressiceps là một loài cá thuộc họ Cichlidae. Nó được tìm thấy ở Burundi, Cộng hòa Dân chủ Congo, Tanzania, và Zambia. Môi trường sống tự nhiên của chúng là hồ nước ngọt. Nó không được xem là bị đe dọa theo IUCN.
Về hình dạng nó tương tự như loài liên quan gần A. calvus, dù nó có thân dày hơn và có snout ngắn hơn.
Vài biến thể địa phương tồn tại, và vài trong số đó tỏ ra là loài hoặc phụ loài riêng. Ví dụ:
- 'Fire Fin'
- 'Gold'
- 'Gold Head Kasanga'
- 'Kigoma'
- 'Mutondwe'
- 'Red Fin'
- 'Yellow Chaitika'
- 'Zaire Gold'